# 都市ガス

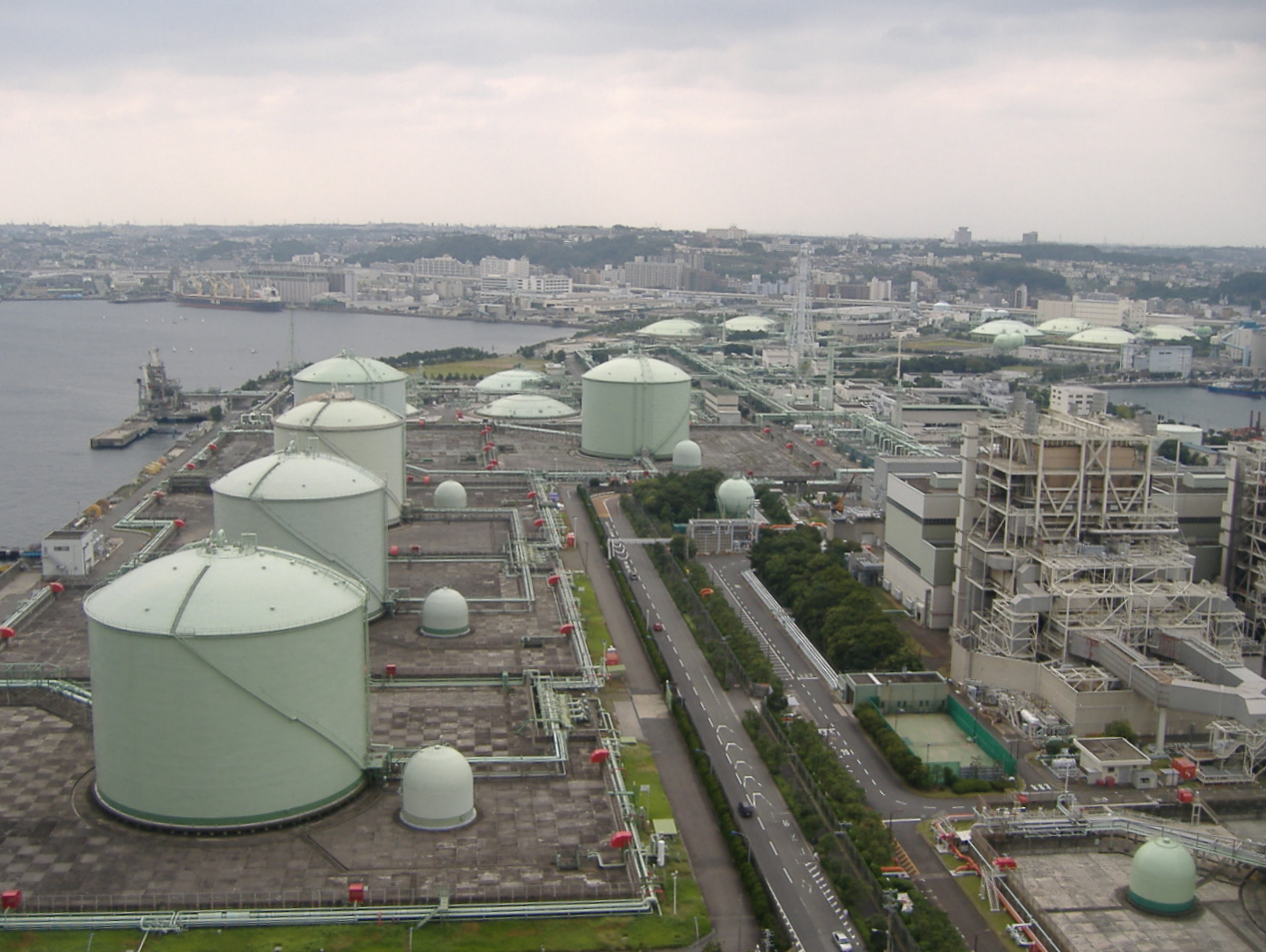
都市ガスに使われるLNGのタンク

都市ガス（としガス、英語: town gas, city gas）は、ガス燃料事業者や天然ガス採掘拠点等から広域に供給・販売されているガスをいう。

## 概要
いわゆるライフラインの一つ。日本では、単にガスと呼ぶことも多い。ビルや工場、飲食店、住宅などにガス管が引き込まれ、給湯、調理、暖房・冷房、火力発電などの燃料に幅広く利用される。
都市ガスとして供給されている天然ガスは単一の成分ではなく、生産・消費地域ごとにその組成が異なっている。都市ガスを正常に燃焼させるためには、ガス組成とガス燃焼機器の組成が適応している必要がある。ただし、日本においては2018年以降、都市ガスは12A・13Aの2種類への統合が完了しており、都市ガス会社や地域ごとに組成が異なっている場合があるものの、燃焼機器としてのガス機器は「都市ガス用」1種類で正常燃焼させることができる。
現在の主流である天然ガスに加えて、温暖化ガスである二酸化炭素を工場・発電所などから回収して水素と結合させ、都市ガス主成分であるメタンを合成するメタネーション技術も開発されている。
世界最初のガス事業は1812年に英国首都ロンドンの「ロンドン・アンド・ウェストミンスター・ガスライト・アンド・コークス社」によるガス灯への供給が始まりとされている。日本では、1872年に 高島嘉右衛門が始めた横浜瓦斯会社（後の横浜市瓦斯局、現在東京ガスネットワーク管内）による神奈川県庁へのガス灯への供給が始まりとされている。これを手伝ったフランス人技師のアンリ・プレグラン（Henri Auguste Pélegrin, 1841-1882年）を雇って、2年後に東京府ガス局（現・東京ガス）が発足した。
このように日本においては元々は、特に都市部のガス灯照明への燃料供給のために都市ガス網のインフラ整備が行われ、その後、より安価で安全かつ照度が高く、整備の手間も省ける電灯の普及によって、（ごく一部を除き）照明用から、燃料用途として都市ガスの用途転換が行われた。

## 健康への影響
都市ガス（天然ガス）を使用して調理を行うことは、ガスの燃焼によって二酸化窒素や一酸化炭素が発生し、家庭環境全体で二酸化窒素の濃度が増加する可能性がある。室内空気質の悪化に寄与し、喘息などの深刻な呼吸器疾患を引き起こす可能性がある。

## 事業者

### アメリカ合衆国
米国では天然ガスパイプラインがネットワーク化されており、そこから地域ごとにガス配給会社であるLocal Distributing Company（LDC）がガスの供給を行っている。

### 日本
日本では、ガス事業法により以下の四つの事業者類型が存在する。
- ガス製造事業者
- 一般ガス導管事業者
- 特定ガス導管事業者
- ガス小売事業者

2017年3月31日時点でガス事業法上の一般ガス事業者で事業者は、改正法附則の規定 により、ガス小売事業の登録を受け、一般ガス導管事業の許可を受け、ガス製造事業の届出をしたものとみなされた。すなわち、従来の一般ガス事業者は「ガス小売事業者」かつ「一般ガス導管事業者」かつ「ガス製造事業者」となった。日本の都市ガス事業者は、株式会社形態が多数ではあるが、仙台市ガス局に見られるように、地方公営企業の形態を取る例も少なからず存在する。また、生活協同組合の形態をとるものも1事業者（栄ガス消費生活協同組合）が存在する。
都市ガスの料金は電気などと同様、国の許認可料金で、公共料金の一つとされている。2019年3月時点、国内には192の都市ガス事業者があり、ほとんどが小規模事業者である。全国で2種類の都市ガスが使われている。全事業者のうち、関東の東京ガス、東海地方の東邦ガス、近畿の大阪ガス、九州北部の西部ガスの4社が会社規模・供給範囲で“大手”として扱われており、一般社団法人日本ガス協会の役員に選ばれている。東日本エリアは東京ガス、西日本エリアは大阪ガスが最大の都市ガス供給事業者であり、都市ガス製造から都市ガス消費器機開発における技術もこの2社が中心となり開発されるものが多い。

### その他の国
マニラ、バンコクなど大きな都市といえども都市ガス供給会社がなく利用できない国は多い。

## 供給ガス
供給ガスは天然ガスが主流であり、石油ガスも使われる。
供給ガスの発熱量はマーケットごとに異なる。日本では低発熱量のアラスカLNG（液化天然ガス）プロジェクトと高発熱量のブルネイLNGプロジェクトがあったが、高発熱量のほうがコストを抑えることができ、パイプラインの輸送能力も有効活用できることから高発熱量のLNGが導入された。韓国や台湾も日本とほぼ同じLNG供給源を選択したため、日本・韓国・台湾では高発熱量対応のガス機器で構成されるマーケットとなっている。一方、米英ではガスの国内生産もあり低発熱量の国産ガスを基準としたマーケットになっている。
なお、かつては石炭ガスや石油改質ガスが使われていたが、石炭ガスおよび石油改質ガスは一酸化炭素が含まれているため、（不完全燃焼が起きなくても）ガス漏れによる中毒が発生しやすい。
都市ガスは本来無臭であるが、実際には悪臭（俗に言う「ガス臭い」におい）がする。これはガス漏れ時にすぐ気が付くように、微量の付臭剤を添加しているためである。付臭剤としては、玉ねぎの腐敗したようなにおいがするtert-ブチル メルカプタン(TBM; tertiary-butylmercaptan) C4H10S や、石炭ガス臭のテトラヒドロチオフェン(THT; tetrahydro thiophene)、シクロヘキセン C6H10 またはこれらの混合物が用いられる。
これらのガスはそのほとんどが大気中の空気より比重が軽いものであるが、液化石油ガス（LPガス）を熱量調整した一部のガスは空気より重い。

### アメリカ合衆国
米国では天然ガスが自国生産されるが高発熱量成分は石油化学工業に回され、一般には純メタンに近い低発熱量のガスが流通している。
しかし、2002年初頭から天然ガス価格が石油価格に対して相対的に上昇し、従来のように国産ガスを発熱量で分離して販売するより、液体成分の抽出を行わず高発熱量ガスのまま販売する方が利益が上がるようになった。そのためパイプライン事業者が保有する機器（パイプラインコンプレッサー）への影響が問題となった。また、国内需要の増大に伴い天然ガスの輸入が必要となるが、従来の低発熱量のガスに対応した機器のままでは不完全燃焼やノッキング、計量設備の不良などの問題を生じるおそれが出るため、ガスの規格をめぐって論争となった。

### 日本
1970年代までは、石炭ガスやナフサ・ブタンなどを改質したガスが使われていたが、中東・東南アジアなどから輸入した液化天然ガス(LNG)を気化した天然ガス、および国内で産出される天然ガスに石油ガスを混合して熱量調整した「13A」（燃焼性等によるガスグループ区分）と呼ばれる規格が主流になっている。1973年に28%だった石炭ガスのシェアは、1989年には5.3%と激減し、現在では製鉄所のある地域で高炉ガスを利用する形で使われている程度である。

#### ガスの種類
日本では都市ガスはウォッベ指数（Wobbe index）と燃焼速度指数の組み合わせにより13A・12A・6A・5C・L1・L2・L3の7種類の区分がある。
13A・12Aの発熱量が高いグループと、それ以外の発熱量が低いグループに大別される。また、後ろの3つは、以前あった発熱量の低いグループに属するガスの規格を3つずつまとめたものであり、L1 > L2 > L3の順で出力が小さくなる。また、6A、及び簡易都市ガスとして供給される L13A はLPガスの主要成分であるブタンを火力調整のため空気で薄めたものであり、空気より重くゴム類を侵す働きが強いためガス漏れ警報器の設置やホース類、補修部品手配の際にはそれぞれの種類に対応した製品が必要である。
「13A」などのガス規格の意味は、数字で熱量を、A、B、Cの文字で燃焼速度を表す。
- 1m3あたりの発熱量
  - 13：46.04655メガジュール（11メガカロリー）～43.14メガジュール（10.306メガカロリー）
  - 12：41.8605メガジュール（10メガカロリー）
- 燃焼速度（現在主流の12A・13AにはAしかないため、あまり気にしなくてよい）
  - A：遅い
  - B：中間
  - C：速い

ガス燃焼機器の好燃焼範囲から外れた種類のガスを供給すると燃焼不良が引き起こされる。たとえば燃焼速度が速いガスが供給されると、バーナー外部で燃えず内部で燃えることになり過熱事故を引き起こす。逆に燃焼速度が遅いガスが供給されると、バーナーから離れようとする（リフティング燃焼という）。都市ガスとは関係ないが、ガス溶接で使われるアセチレンや水素も非常に燃焼速度の速いガスであるのに対し、プロパンガスは燃焼速度が遅いため、それぞれ専用の溶接火口となる。
供給されるガスについては、日本全国で複数の種類が使用されていたが、1969年に液化天然ガスの輸入が開始されたことを契機にガス種の転換、統一が始まった。天然ガスは石油系のガスと比べ製造過程が環境調和的であり、家庭においても熱量が高く、消費機器の選択肢の拡大や安全性の向上が期待できた。ガス種の転換に際しては、ガス会社が各家庭を訪問してガス器具の調整が行われたが、一部では作業ミスにより一酸化炭素中毒死が発生する事故も生じた。
経済産業省は1991年5月にIGF21計画を発表、2010年までに熱量が高い13Aへの転換がより強力に推進され、最終的には2018年8月に、唯一12A・13A以外の都市ガス(5AN)を送出していた秋田県の湖東ガスが廃業したことで、7種類の区分のうち、13A・12Aの2種類のみが供給されることとなった。

#### ガスの組成例
単一の成分ではなく、数種類の成分の混合ガスである。
- 13A の組成例（代表値）[11][12]
  - メタン 89.2 - 89.60%
  - エタン 5.62 - 6.1%
  - プロパン 3.43 - 3.7%
  - ブタン 1.0 - 1.35%
  - 窒素 0.0 - 0.2%[13]

#### 供給ガスに一酸化炭素を含む事業者
一酸化炭素を含むガスは、その問題が浮上した2007年の北見市都市ガス漏れ事故の時点で16事業者が残っていたが、これを契機として経産省・日本ガス協会は家庭用ガスの無毒化を前倒しして進めることになった。計画では2010年12月に完全転換としていたが、ほとんどが2009年までに12A・13Aに転換され、2010年3月25日、最後の四国ガスが13Aに全面転換し、日本国内から一酸化炭素を含む一般熱機器用ガスは根絶されている。
ただし天然ガスの主成分メタンは、LPガスの主成分であるプロパン、ブタンと比べても酸化還元作用が強く、燃焼状態でなくとも微量ずつ酸素と結合するため、大量に吸引すると酸欠となる可能性が高い。2009年に発生した杉並工業高校都市ガス漏れ事故では、13A転換済みであったにもかかわらず、20人が中毒症状を訴え搬送されている。
なお、これら一酸化炭素を含む都市ガスの原料として、一部に石油ガスがあったことから、プロパンガスには今でも一酸化炭素、或いはそれ以外の毒性物質が含まれているという誤解があるが、一般熱機器用及び自動車用のプロパンガスは元々、無毒性である。
秋田市ではかつて、同一市内で2つの規格がある状態で、旧秋田市ガス局は5Aを採用していたが、東部ガスの4Aから13Aへの転換（ただし、御所野ニュータウンのみ、町開きの時点で先行して13Aを最初から導入していた）に併せた統一方針に併せるためのコスト捻出が公営企業として出来なかったことから、東部ガスへの譲渡を決めた経緯がある。譲受された東部ガスによって、市内で2つ（13Aが先行導入された御所野ニュータウンを加味すると3つ）のガス方式が併存し、同一市内の引越等で支障が来すような状況から改善されている（当然、プロパンガスを考慮しない場合）。13Aへの転換・統一で、COを含むガスからの、天然ガス中心の供給への転換が実現した。
前述の通り、1970年代まで日本国内で供給されていた都市ガスの一部には、石炭ガスやナフサを接触分解することで発生する一酸化炭素が含まれていた。その濃度は接触分解のプロセスにより異なるが、およそ0.7～3vol%であった。このため自殺目的で故意にガスを開栓することで、ガス中毒死するケースが見られた。こうした自殺方法は一酸化炭素を全く含まない天然ガスへの転換により過去のものとなったが、自殺手段の一つとして広まったイメージはなかなか払拭できず、本人が中毒死する前にガス爆発を生じさせて近隣に大きな被害を与えるケースが増えた。1978年には東京都内だけでも9件のガス自殺を発端とするガス爆発が発生している。

## ガスホルダー（ガスタンク）

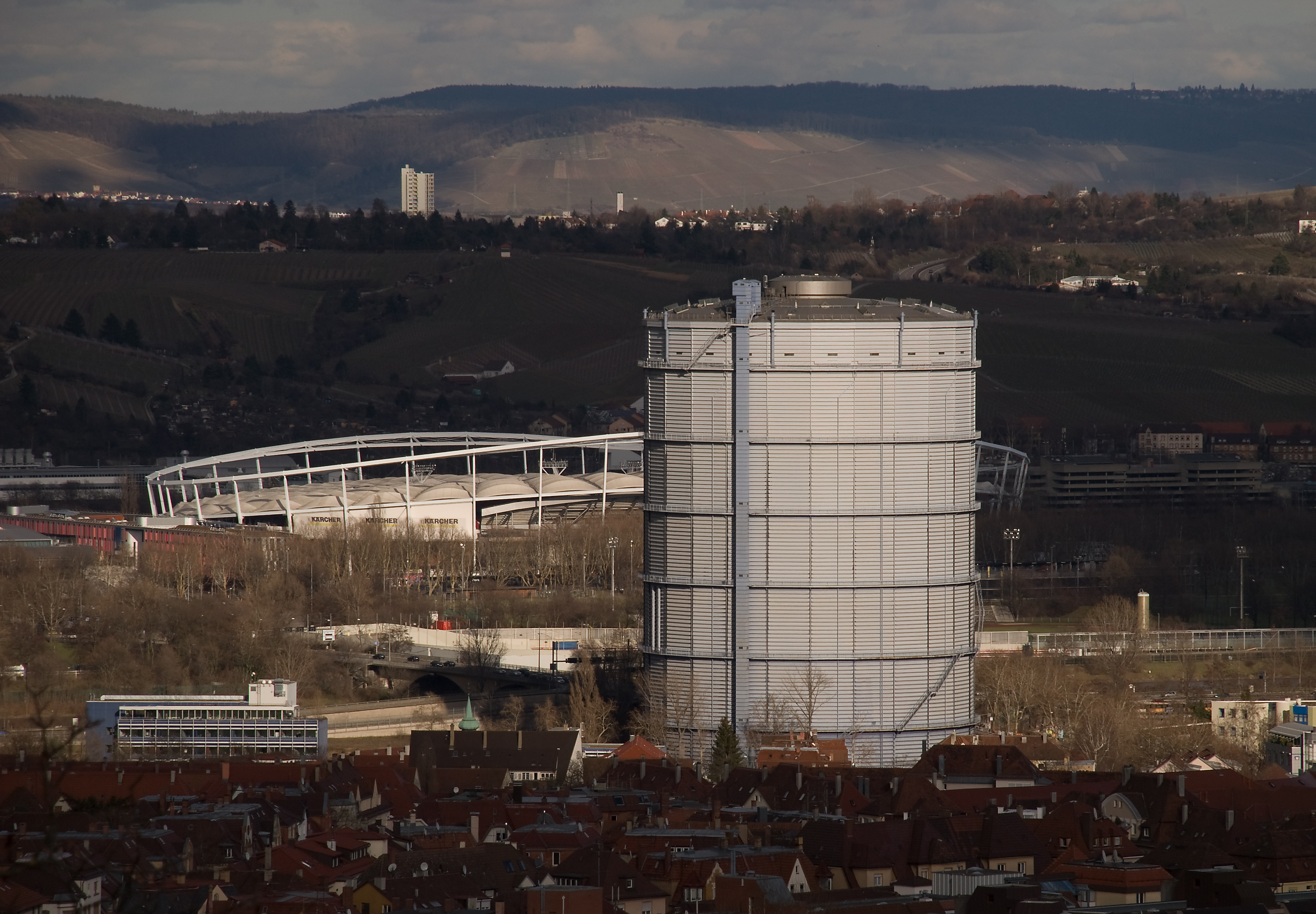
ドイツのガスホルダー

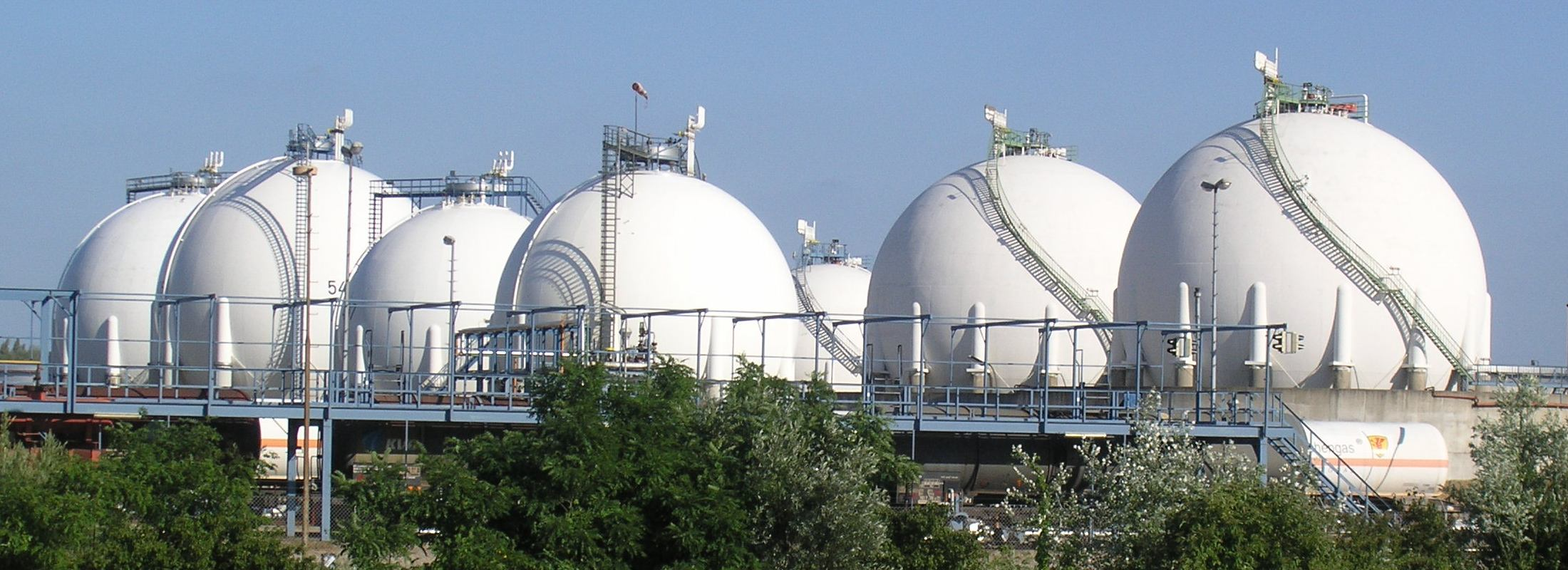
現代風の球形のガスホルダー

都市ガスの供給のために、貯蔵用のタンクが設置されており、ガスタンクと呼ばれている（通称。正式名称は「ガスホルダー」）。かつてはほとんどが円筒形、現代ではほとんどが球形である。
タンクは穴が空いてもガスが大気に放出される圧力の方が強く、また燃焼に必要な酸素がタンク内に存在しないため、着火した場合には燃え出すのみで、穴から火を吹くことはあっても直ちに爆発することはない仕組みになっている。
近年ではガス事業者によってはこのタンクに絵柄などを描いているところがあり、一部には球状のタンクの全面にわたって（同様の球状物体である）スイカやサッカーボールなどの絵柄を描いているところもある。

## ガス管
輸送用埋設ガス管は、被覆鋼管が使われる場合が多い。地震時でも伸びや曲げに強い鋼材が使用される。幹線用埋設ガス管は、被覆鋼管、ステンレス管、鋳鉄管、中密度ガス用ポリエチレン（PE）管等が使用される、古く埋設された歴青材被覆鋼管や片状黒鉛鋳鉄管は地震に弱く、入れ替えを進めている都市ガス事業が多い（PE管なら引っ張られても伸びるだけだが、金属管では破断してしまう）。
最近の低圧用埋設ガス管は、地震などで揺れた場合にひびや割れが生じない（配管接続部は融着接合されているため、引抜き応力時においても抜け外れない）中密度ガス用ポリエチレン管が主流である。中密度ガス用ポリエチレン管は黄色（以前は緑）に着色されており、見分けやすい。融着接合方法はエレクトリックフュージョンとヒートフュージョンがあり、機械接合も可能である。
大口径低圧埋設管は球状黒鉛鋳鉄管を使用する場合も多い、片状黒鉛鋳鉄管に比べ耐震性・耐腐食性・耐衝撃性に優れる。しかしこれは東京ガス仕様、大阪ガス仕様と分かれており融通性がないため、災害時においては復旧現場にて混乱を招く一因ともなっている。

## 都市ガス用ガスメーター

### 規格

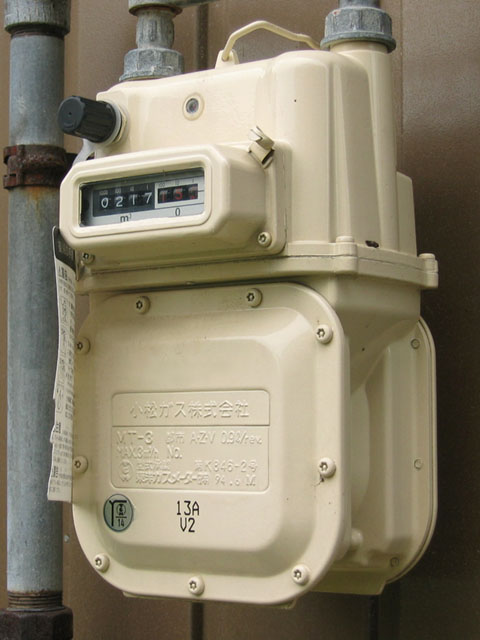
都市ガスメーター（マイコン内蔵メーター）。デジタル表示部の右上に取り付けられているのが検定証印（鉛封印）。

家庭用及び商業用都市ガスは、日本その他先進国では膜式ダイヤフラム式のガスメーターを都市ガスを使用している各家庭･各機関に取り付け料金換算のためガス使用量（容量、体積）を測定している。家庭用ガスメーターの検定、試験は国それぞれの国家標準（器）を伴った計量関係法令に基づいて国家機関もしくは地方公共機関により行われる。日本の場合、主に内部に液体（水・油）を張り使用する湿式ガスメーターを基準器（マスターメーター）とする検定が一般的である。精度良い湿式ガスメーターの製造は日本を含め世界でも数社、前者（家庭用ガスメーター）を乾式ガスメーターと呼び分類している。

### 日本
日本における計量法上の取扱いは取引用の計量器であり、所有者である都市ガス事業者（証明用のいわゆる子メーターとして設置されている場合はその設置者）に同法上の検定受検義務が生じる。なお、検定は都道府県の権限に属するが、メーターに修理義務が課せられるため、実際にはメーターを新品又は修理品と「交換」して、有効期限切れ（いわゆる「検満」）メーターを製造・修理事業者へ持ち込むことにより処理される。検定期限は暦年・年度ではなく、年月単位であり、それを超過して使用している場合は、所有者が計量行政機関（都道府県・計量特定市）による取締り（立入検査、勧告等。悪質と認められる場合は告発等）の対象となる。なお、検定の有効期限は10年または7年で（種類により異なる）、使用量表示部の上部等に取り付けられる検定証印で確認できる（シールやペイントによる補助表示が本体に付されている場合もある）。

#### マイコンメーター
1990年代以降、ガス漏れや地震が発生した場合には自動的にガスを遮断する、マイコン内蔵メーター（画像）が普及している。安全装置の作動に伴ってガスが止まった場合は、メーターの赤いランプが点滅する。
マイコンメーターは1980年代、東京ガスが「マイセーフ」の名で、有料オプションにより導入した。しかし、その後、地震の際に自動的にガスの流れを遮断する効果が確かめられたことから、東京ガスは方針を転換し、「マイセーフ」を無料化し、標準メーターとすることを決め、計量法に基づくガスメーター交換のタイミング（検満前のメーター交換）でマイコンメーターに転換。阪神・淡路大震災発生もあり、他のガス事業者もこれに倣い、今ではほぼ全ての都市ガス事業者がマイコンメーターを標準採用している。これはプロパンガス業界も同様である。
主なマイコンメーターの復帰操作
画像のメーター（NB型メーター）では左上の黒いキャップを外すとリセットボタンが現れる。ガス機器を全て停止し、リセットボタンをしっかり奥まで押して、ランプが点滅から点灯に変わったらゆっくりと手を放す（素早く放すと感震作動で再び遮断する事があるため）。ランプは再び点滅を始め、マイコンがガス管を（圧力で）検査して異常がなければ（その間にガスが流れなければ）、ガス漏れはないと判断され数分後に安全装置が解除される。その際、ランプの点滅が止まってガスも再び流れる。復帰操作を試みてもガスが止まる場合は、配管の損傷などの可能性が考えられるので、ガス会社に連絡する。
しかし、ほとんどの利用者はこの説明を受けていないためガスメーターがガスを遮断した場合のリセット方法が分からず、強い地震が発生するたびにガス会社サポート窓口への電話が殺到する。最新式では地震の際にガスを使用していたときのみ「地震感知安全装置」が働くものが（NI型･UH型）普及している。
マイコンメーターの主な安全装置
- 漏洩（30日以上の口火機器連続使用でも漏洩警報を発する）
- 長時間使用（消し忘れ・ガス流量オーバー）
- 地震（震度5強以上）
- 圧力不足（圧力低下）

テレビ・ラジオでの告知
災害対策基本法に基づき、大きな地震が発生した場合には、NHKや同法による義務は無いものの民放において、マイコンメーター復旧の手順や復旧作業にあたっての注意事項などを告知するPRビデオが放送される。このPRビデオは各事業者で使えるように、予め雛型が用意されているもののようである。なお、同法により東京・大阪・東邦の3社が内閣総理大臣の指定を受けている。

#### マイコンメーターの種類
- 新計量法型 N型マイコンメーター NBシリーズ（普及型）
NB1号 NB1.6号 NB2号 NB2.5号 NB3号 NB4号 NB6号
- NI型通信機能付きマイコンメーター NIシリーズ（普及型）
NI1号 NI2号 NI3号 NI4号 NI6号
- UH型通信機能付きマイコンメーター UHシリーズ
UH4号 UH6号
- 旧計量法型 N型マイコンメーター NBシリーズ（普及型）
NB1号 NB2号 NB3号 NB5号 NB7号
- 汎用型マイコンメーター NSシリーズ

昨今、以前より悩みの種だった住宅・建物事情によるメーター設置時の施工性を考え、色々な都市ガスメーター（通信機能付きメーターNIシリーズ・UHシリーズ等）が誕生している。

#### 無線検針メーター
雑居ビルなどでは室内にガスメーターがあるため、夜間営業する飲食店などのために無線メーター（NI型に、はこ無線子機を取り付けたメーター）にて検針をしやすくしている（はこ無線）。検針員が受信機を持ち歩き、信号の授受ができる位置から検針を行う。

## ガス栓
ガスメーターから台所等に引き込んだガス管に、ガスコンロ等のガス機器を繋げる口である。ホースを差し込む形やワンタッチで取り付け取り外し可能な形、ねじ込み式の形等がある（対応するワンタッチジョイントが装備されているホースは「ガスコード」と呼ばれて販売されている）。内部は専用のグリスが塗られているため、ガス栓が固くなった時に市販の潤滑油等を使用すると専用のグリスが溶けてしまうので、最寄のガス事業者に連絡を入れる事が望ましい。近年の家庭のキッチンにはゴムホースの抜けや破損によるガスの流出を防ぐため、ヒューズガス栓というものが広く普及している。

### ガス栓の種類
- ヒューズガス栓
- 可とう管ガス栓
- ねじガス栓（中間コックとも言う）
- フレキ管ガス栓
- メーターガス栓（メーターコックとも言う）

## 災害対策
日本では最大手となる東京ガスの供給エリアは3,100km2、供給戸数は約1000万戸、ガス導管の総延長は59,575km、大阪ガスでもそれぞれ3,220km2、約700万戸、60,395kmにも及ぶ。そのため、災害が発生すると社会への影響が大きい。配管の物理的な損傷以外にも、雨水や泥水のガス管への浸入のほか、これによるガス漏れの危険性があり、さらに送電線と異なりほとんどが地中に埋め込まれていることから、地震に強い反面、被害を受けたときの復旧には時間を要する。特に阪神・淡路大震災の場合、約86万世帯への供給が停止するなど多大な影響が及び、その教訓から地震時の防災システムの整備が課題とされている。2007年の新潟中越沖地震では、全面復旧まで42日を要し、このため病院や福祉施設ではLPガスを都市ガスに変換（熱量調整）する装置を設置して対応することになり、全国のガス事業者からの装置調達が急ピッチで進められた。また、新潟県LPガス協会では避難施設にガスボンベのほか炊き出し用の装置類、シャワー用のガスを無償で提供することを決定した。
災害対策への取り組み効果が確かめられた一例として、2005年に起きた福岡県西方沖地震では都市ガスによる二次災害は発生しなかった。

## 都市ガスに関連した事故
都市ガス事業者は他の日本のインフラ事業同様、「個別のインシデント対応のための大規模な供給停止は恥」と捉える風潮があり、小規模な異常を察知してもただちに供給停止せず漫然とした供給を続け、結果被害を拡大する事故がしばしば起こった。
- 天六ガス爆発事故
- 静岡駅前地下街爆発事故
- 北見市都市ガス漏れ事故
- 深川都市ガス爆発事故
- 大邱上仁洞ガス爆発事故（韓国）